# Zavelstraat
De Zavelstraat is een straatnaam en helling tussen de Vlaamse Ardennen en het Pajottenland op het grondgebied Geraardsbergen (België) tussen de bebouwing. Op de top komt ook de helling Boelarebos uit.

## Wielrennen
De Zavelstraat wordt in 2021 beklommen in de Brussels Cycling Classic.